# Duran Duran (1981)
| Recensione | Giudizio |
| ---------- | -------- |
| All Music  |          |
| Ondarock   | 7.5/10   |

Duran Duran è il primo album in studio del gruppo musicale inglese Duran Duran, pubblicato nel 1981 dalla EMI.

## Il disco
La band scrisse e registrò le demo dell'album negli AIR studio nel 1980, proprio mentre una delle loro maggiori band d'ispirazione i Japan, stavano registrando Gentlemen Take Polaroids in fondo alla sala dello studio.
L'album è stato ufficialmente registrato nel dicembre del 1980 in vari studi a Londra (inclusi i Chipping Norton Studios) con il produttore Colin Thurston, appena dopo che i Duran Duran firmarono con la EMI. I videoclip per Planet Earth e Careless Memories sono stati filmati nel dicembre dello stesso anno. In un'intervista, la band ricordò quanto fu difficile continuare la registrazione dopo aver sentito dell'assassinio di John Lennon l'8 dicembre 1980.
Musicalmente le influenze del disco sono David Bowie, Roxy Music, Giorgio Moroder e Chic.

## Edizioni
La prima stampa di 30 000 copie per il mercato giapponese  (Toshiba/EMI EMS-91019) includeva un poster a colori. Le copie successive non avevano il poster incluso, ma solo i testi delle canzoni e la biografia del gruppo con qualche foto e le istruzioni su come fare la danza "New Romantic" (come mostrato nel video di Planet Earth).

## Tracce
Testi e musiche di Le Bon, Rhodes, A. Taylor, J. Taylor, R. Taylor.
1. Girls on Film – 3:30
2. Planet Earth – 3:59
3. Anyone Out There – 4:02
4. To The Shore – 3:49
5. Careless Memories – 3:53
6. Night Boat – 5:25
7. Sound of Thunder – 4:06
8. Friends of Mine – 5:42
9. Tel Aviv – 5:16

## Formazione
- Simon Le Bon - voce
- Andy Taylor - chitarra
- Nick Rhodes - tastiere
- John Taylor - basso
- Roger Taylor - batteria

## Tour promozionale
Per promuovere l'album, il gruppo intraprese il Faster Than Light Tour durante il 1981.